# Harnischia fuscimana
Harnischia fuscimana är en tvåvingeart som beskrevs av Jean-Jacques Kieffer 1921. Harnischia fuscimana ingår i släktet Harnischia och familjen fjädermyggor. Det är osäkert om arten förekommer i Sverige. Inga underarter finns listade i Catalogue of Life.